# Kenneth Bergqvist (fotbollsspelare)
Kenneth Bergqvist, född 2 september 1968, är en svensk före detta fotbollsspelare. Han spelade 48 allsvenska matcher i Djurgårdens IF och gjorde ett mål.

## Karriär
Bergqvist flyttades upp till A-laget inför säsongen 1988. Inför säsongen 1991 skrev han på för Spånga IS. 1993 återvände han till Djurgårdens IF. Efter säsongen 1997 lämnade han för Väsby IK.

## Statistik
| Klubb          | Säsong         | Liga                       | Liga    | Liga | Liga | Cupspel | Cupspel | Europaspel | Europaspel | Totalt  | Totalt |
| Klubb          | Säsong         | Division                   | Matcher | Mål  | Ass  | Matcher | Mål     | Matcher    | Mål        | Matcher | Mål    |
| -------------- | -------------- | -------------------------- | ------- | ---- | ---- | ------- | ------- | ---------- | ---------- | ------- | ------ |
| Djurgårdens IF | 1988           | Allsvenskan                | 0       | 0    | 0    | ?       | 0       | —          | —          | 0       | 0      |
| Djurgårdens IF | 1989           | Allsvenskan                | 0       | 0    | 0    | ?       | 0       | 0          | 0          | 0       | 0      |
| Djurgårdens IF | 1990           | Allsvenskan                | 5       | 0    | ?    | ?       | 0       | 2          | 0          | 7       | 0      |
| Djurgårdens IF | Totalt         | Totalt                     | 5       | 0    | 0    | 0       | 0       | 2          | 0          | 7       | 0      |
| Spånga IS      | 1991           | Division 1 Norra           | ?       | ?    | ?    | ?       | ?       | —          | —          | 0       | 0      |
| Spånga IS      | 1992           | Division 1 Norra           | ?       | ?    | ?    | ?       | ?       | —          | —          | 0       | 0      |
| Spånga IS      | Totalt         | Totalt                     | 0       | 0    | 0    | 0       | 0       | —          | —          | 0       | 0      |
| Djurgårdens IF | 1993           | Division 1 Norra           | 24      | 2    | ?    | ?       | 0       | —          | —          | 24      | 2      |
| Djurgårdens IF | 1994           | Division 1 Norra           | 23      | 2    | ?    | ?       | ?       | —          | —          | 23      | 2      |
| Djurgårdens IF | 1995           | Allsvenskan                | 25      | 0    | 0    | ?       | 0       | —          | —          | 25      | 0      |
| Djurgårdens IF | 1996           | Allsvenskan                | 18      | 1    | 0    | ?       | 1       | 2          | 0          | 20      | 2      |
| Djurgårdens IF | 1997           | Division 1 Norra           | 22      | 0    | ?    | ?       | 1       | —          | —          | 22      | 1      |
| Djurgårdens IF | Totalt         | Totalt                     | 112     | 5    | 0    | 0       | 2       | 2          | 0          | 114     | 7      |
| Väsby IK       | 1998           | Division 2 Östra Svealand  | ?       | ?    | ?    | ?       | ?       | —          | —          | 0       | 0      |
| Väsby IK       | 1999           | Division 2 Östra Svealand  | ?       | ?    | ?    | ?       | ?       | —          | —          | 0       | 0      |
| Väsby IK       | 2000           | Division 2 Västra Svealand | ?       | ?    | ?    | ?       | ?       | —          | —          | 0       | 0      |
| Väsby IK       | Totalt         | Totalt                     | 0       | 0    | 0    | 0       | 0       | —          | —          | 0       | 0      |
| Hela karriären | Hela karriären | Hela karriären             | 117     | 5    | 0    | 0       | 2       | 4          | 0          | 121     | 7      |